# Economie van Tokelau
De economie van Tokelau is volgens de CIA de kleinste ter wereld. Dit is te wijten aan Tokelaus grootte (1400 inwoners op 10 km²), zijn geïsoleerde ligging (geen luchthaven, enkel veerverbinding met Samoa) en het gebrek aan grondstoffen. De eilanden zijn zo goed als volledig afhankelijk van subsidies uit moederland Nieuw-Zeeland, die in 2008 en 2009 telkens een waarde hadden van meer dan 7,3 miljoen euro, goed voor 80% van de Tokelause begroting.
Tokelau exporteert zelf jaarlijks goederen ter waarde van 67.000 euro, voornamelijk bestaande uit postzegels, kopra en handwerk. Meer dan 200.000 euro aan voeding, bouwmaterialen en brandstof moet echter worden geïmporteerd. In 2004 werd een internationaal fonds opgericht om Tokelau van een onafhankelijke inkomstenbron te voorzien; in dit fonds zat anno 2011 een kleine 24 miljoen euro.
De jaarlijkse koopkracht per hoofd van de bevolking bedraagt een dikke 670 euro. De inkomsten bedragen jaarlijks bijna 340.000 euro, dit tegenover uitgaven van 1,9 miljoen euro, een deficit dat door Nieuw-Zeelandse hulp wordt weggewerkt. Ook medische dienstverlening en onderwijs worden door Nieuw-Zeeland betaald en zijn dus kosteloos voor de eilanders.
De beroepsbevolking van 440 personen is na die van de Pitcairneilanden de kleinste op aarde. Lokale kleinschalige ondernemingen produceren voornamelijk houtwerk, vlechtwerk, postzegels en munten. De lokale landbouw legt zich voornamelijk toe op kokosnoten, kopra, papaja's, bananen, vissen, varkens, pluimvee en geiten voor eigen gebruik. De Tokelause territoriale wateren zijn rijk aan tonijn.
Een groot aantal eilanders woont in Nieuw-Zeeland, en steunt de achtergebleven familie op de eilanden financieel door stortingen. Tokelau was het laatste gebied op aarde waar contant geld werd ingevoerd.

## Toerisme

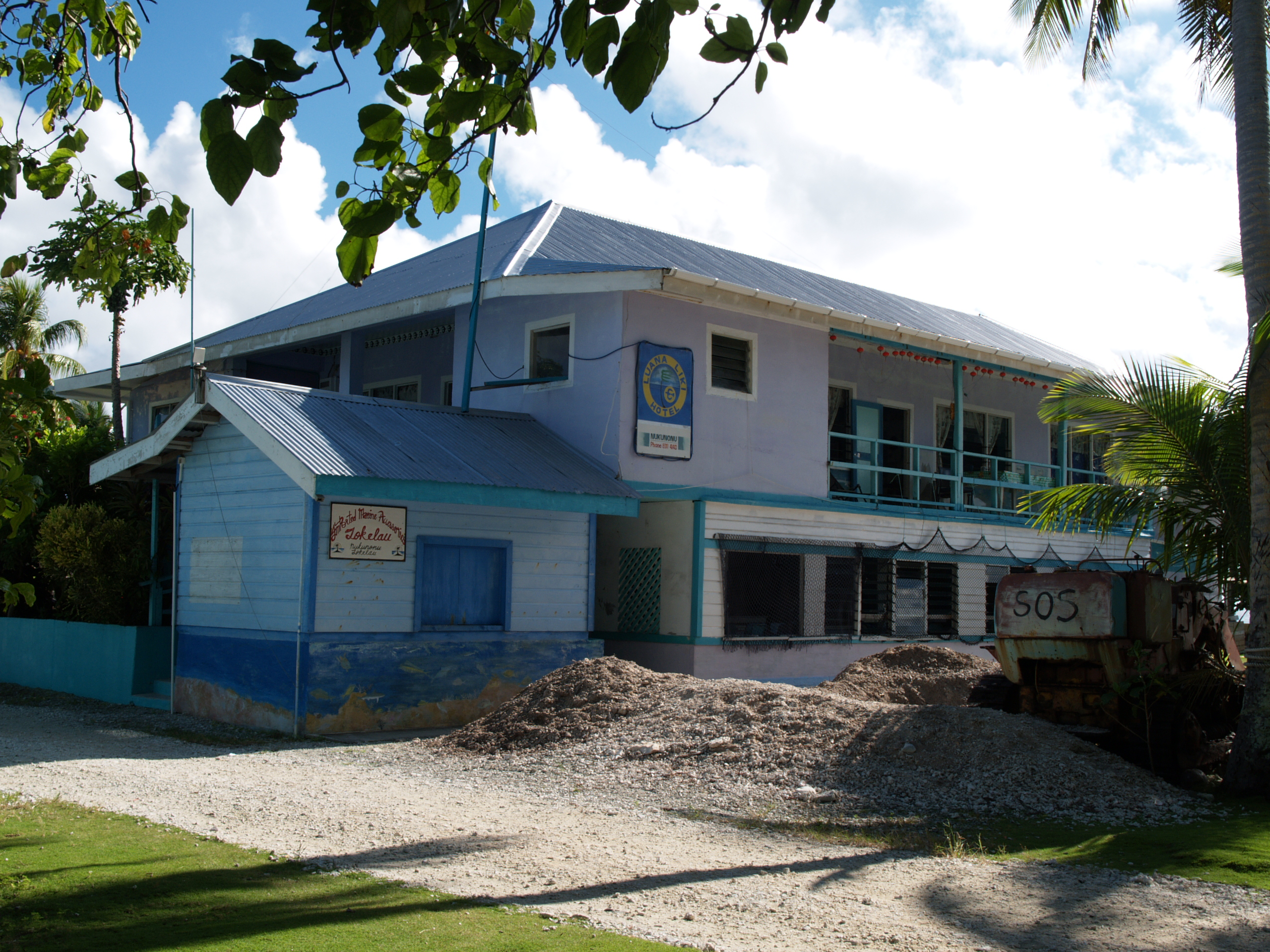
Het Luana Liki Hotel op Nukunonu, het enige hotel op Tokelau

Zoals de meeste andere sectoren is ook het toerisme op Tokelau zeer kleinschalig. Het paradijselijke karakter van de Tokelau kan toeristisch potentieel hebben, maar de tweedaagse boottocht vanuit de Samoaanse hoofdstad Apia biedt zeer weinig comfort. Op Tokelau zijn de accommodatiemogelijkheden dan ook beperkt; het Luana Liki Hotel op Nukunonu is het enige klassieke hotel in het territorium. Verder zijn er op Nukunonu nog het Falefa Resort en op Atafu het pension Feliti Lopa.
De regering-Nasau ondersteunt het idee van een eventuele luchthaven op Tokelau met vliegverbinding met Apia, waarvan al langer sprake is. Er moet echter nog veel onderzoek gebeuren naar de haalbaarheid van de constructie van een luchthaven.

## Internetdomein
Het topleveldomein van Tokelau, .tk, is zeer populair, vooral omdat men de domeinnamen gratis weggaf in ruil voor een reclamebanner. Op dit moment hebben .tk-gebruikers echter de mogelijkheid om geen advertenties op hun website te laten weergeven. De registratie van het .tk-topleveldomein is goed voor 10% van het bbp van Tokelau.
Landen: Australië · Fiji · Kiribati · Marshalleilanden · Micronesia · Nauru · Nieuw-Zeeland · Palau · Papoea-Nieuw-Guinea · Salomonseilanden · Samoa · Tonga · Tuvalu · Vanuatu

Afhankelijke territoria: Amerikaans-Samoa · Cookeilanden · Guam · Nieuw-Caledonië · Niue · Noordelijke Marianen · Norfolk · Pitcairneilanden · Tokelau · Wallis en Futuna